# Spojené státy americké na Zimních olympijských hrách 1932
Spojené státy americké na Zimních olympijských hrách 1932 reprezentovalo 65 sportovců (58 mužů a 6 žen) v 8 sportech.

## Medailisté
| Medaile | Jméno | Sport          | Disciplína        |
| ------- | --- | -------------- | ----------------- |
| Zlato   | Curtis Stevens Hubert Stevens | Boby           | Dvojbob           |
| Zlato   | Eddie Eagan Billy Fiske Clifford Grey Jay O'Brien | Boby           | Čtyřbob           |
| Zlato   | Jack Shea | Rychlobruslení | Muži 500 m        |
| Zlato   | Jack Shea | Rychlobruslení | Muži 1 500 m      |
| Zlato   | Irving Jaffee | Rychlobruslení | Muži 5 000 m      |
| Zlato   | Irving Jaffee | Rychlobruslení | Muži 10 000 m     |
| Stříbro | Percy Bryant Henry Homburger Edmund Horton Paul Stevens | Boby           | Čtyřbob           |
| Stříbro | Sherwin Badger Beatrix Loughranová | Krasobruslení  | Sportovní dvojice |
| Stříbro | Osborne Anderson John Bent John Chase John Cookman Douglas Everett Franklin Farrel Joseph Fitzgerald Edwin Frazier John Garrison Gerard Hallock Robert Livingston Francis Nelson Winthrop Palmer Gordon Smith | Lední hokej    | Turnaj mužů       |
| Stříbro | Eddie Murphy | Rychlobruslení | Muži 5 000 m      |
| Bronz   | John Heaton Robert Minton | Boby           | Dvojbob           |
| Bronz   | Maribel Vinson | Krasobruslení  | Ženy jednotlivci  |